# Grentheville
Grentheville (prononcé /ɡʁɑ̃t.vil/) est une commune française, située dans le département du Calvados en région Normandie, peuplée de 1 005 habitants.

## Géographie

### Hydrographie
La commune est située dans le bassin Seine-Normandie. Elle n'est drainée par aucun cours d'eau,.

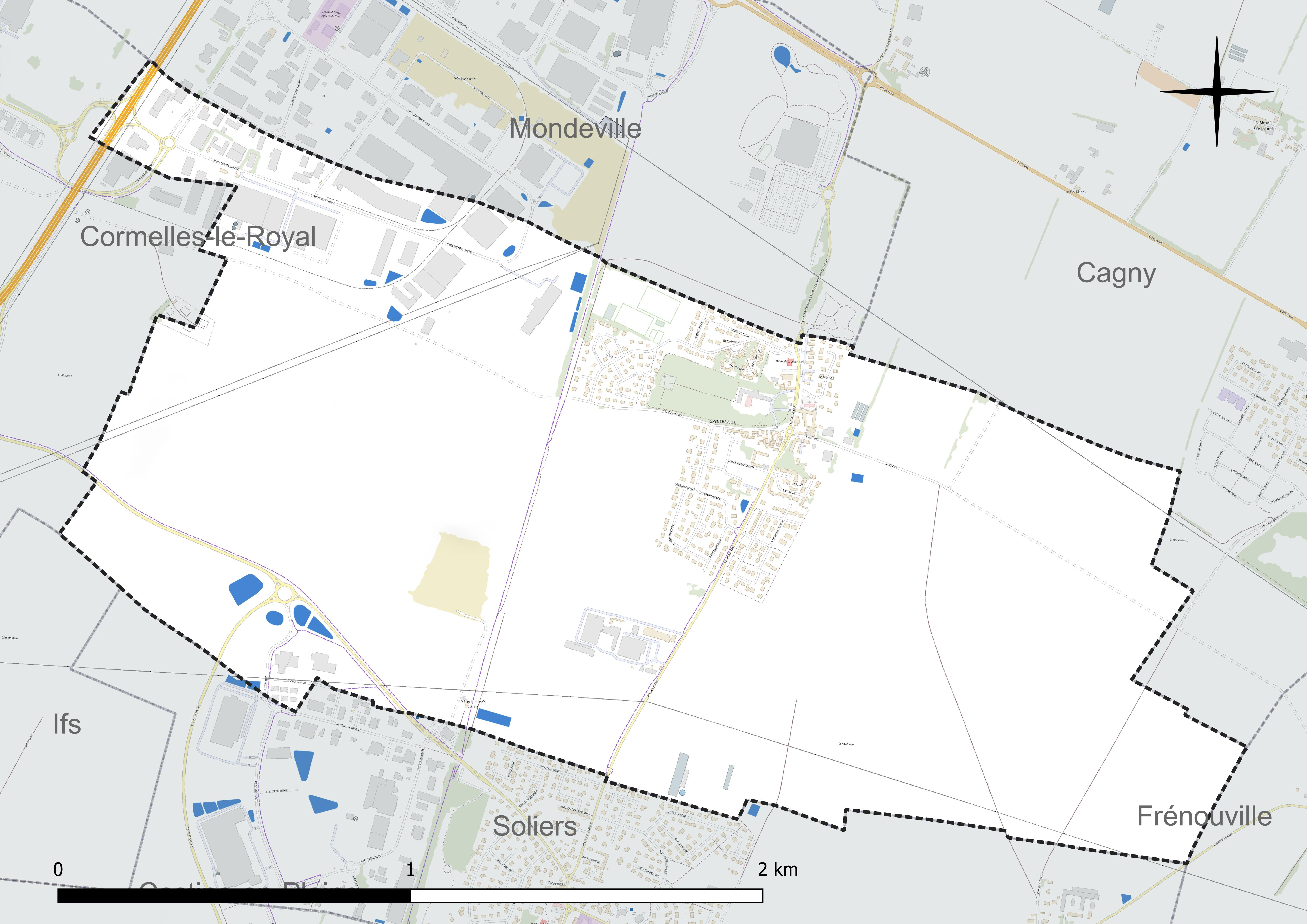
Réseau hydrographique de Grentheville.

### Climat
Pour des articles plus généraux, voir Climat de la Normandie et Climat du Calvados.
En 2010, le climat de la commune est de type climat océanique altéré, selon une étude du CNRS s'appuyant sur une série de données couvrant la période 1971-2000. En 2020, Météo-France publie une typologie des climats de la France métropolitaine dans laquelle la commune est exposée à un climat océanique et est dans la région climatique  Normandie (Cotentin, Orne), caractérisée par une pluviométrie relativement élevée (850 mm/a) et un été frais (15,5 °C) et venté. Parallèlement le GIEC normand, un groupe régional d'experts sur le climat, différencie quant à lui, dans une étude de 2020, trois grands types de climats pour la région Normandie, nuancés à une échelle plus fine par les facteurs géographiques locaux. La commune est, selon ce zonage, exposée à un « climat des plateaux abrités », correspondant à la plaine agricole de Caen à Falaise, sous le vent des collines de Normandie et proche de la mer, se caractérisant par une pluviométrie et des contraintes thermiques modérées.
Pour la période 1971-2000, la température annuelle moyenne est de 10,8 °C, avec  une amplitude thermique annuelle de 12,1 °C. Le cumul annuel moyen de précipitations est de 639 mm, avec 11,1 jours de précipitations en janvier et 7,1 jours en juillet. Pour la période 1991-2020, la température moyenne annuelle observée sur la station météorologique la plus proche, située sur la commune d'Argences à 9 km à vol d'oiseau, est de 11,6 °C et le cumul annuel moyen de précipitations est de 742,9 mm,. Pour l'avenir, les paramètres climatiques de la commune estimés pour 2050 selon différents scénarios d'émission de gaz à effet de serre sont consultables sur un site dédié publié par Météo-France en novembre 2022.

## Urbanisme

### Typologie
Au 1er janvier 2024, Grentheville est catégorisée ceinture urbaine, selon la nouvelle grille communale de densité à 7 niveaux définie par l'Insee en 2022.
Elle appartient à l'unité urbaine de Caen, une agglomération intra-départementale dont elle est une commune de la banlieue,. Par ailleurs la commune fait partie de l'aire d'attraction de Caen, dont elle est une commune de la couronne,. Cette aire, qui regroupe 296 communes, est catégorisée dans les aires de 200 000 à moins de 700 000 habitants,.

### Occupation des sols
L'occupation des sols de la commune, telle qu'elle ressort de la base de données européenne d'occupation biophysique des sols Corine Land Cover (CLC), est marquée par l'importance des territoires agricoles (80,3 % en 2018), en diminution par rapport à 1990 (88,4 %). La répartition détaillée en 2018 est la suivante : 
terres arables (78,6 %), zones urbanisées (10,4 %), zones industrielles ou commerciales et réseaux de communication (9,3 %), prairies (1,8 %). L'évolution de l'occupation des sols de la commune et de ses infrastructures peut être observée sur les différentes représentations cartographiques du territoire : la carte de Cassini (XVIIIe siècle), la carte d'état-major (1820-1866) et les cartes ou photos aériennes de l'IGN pour la période actuelle (1950 à aujourd'hui).

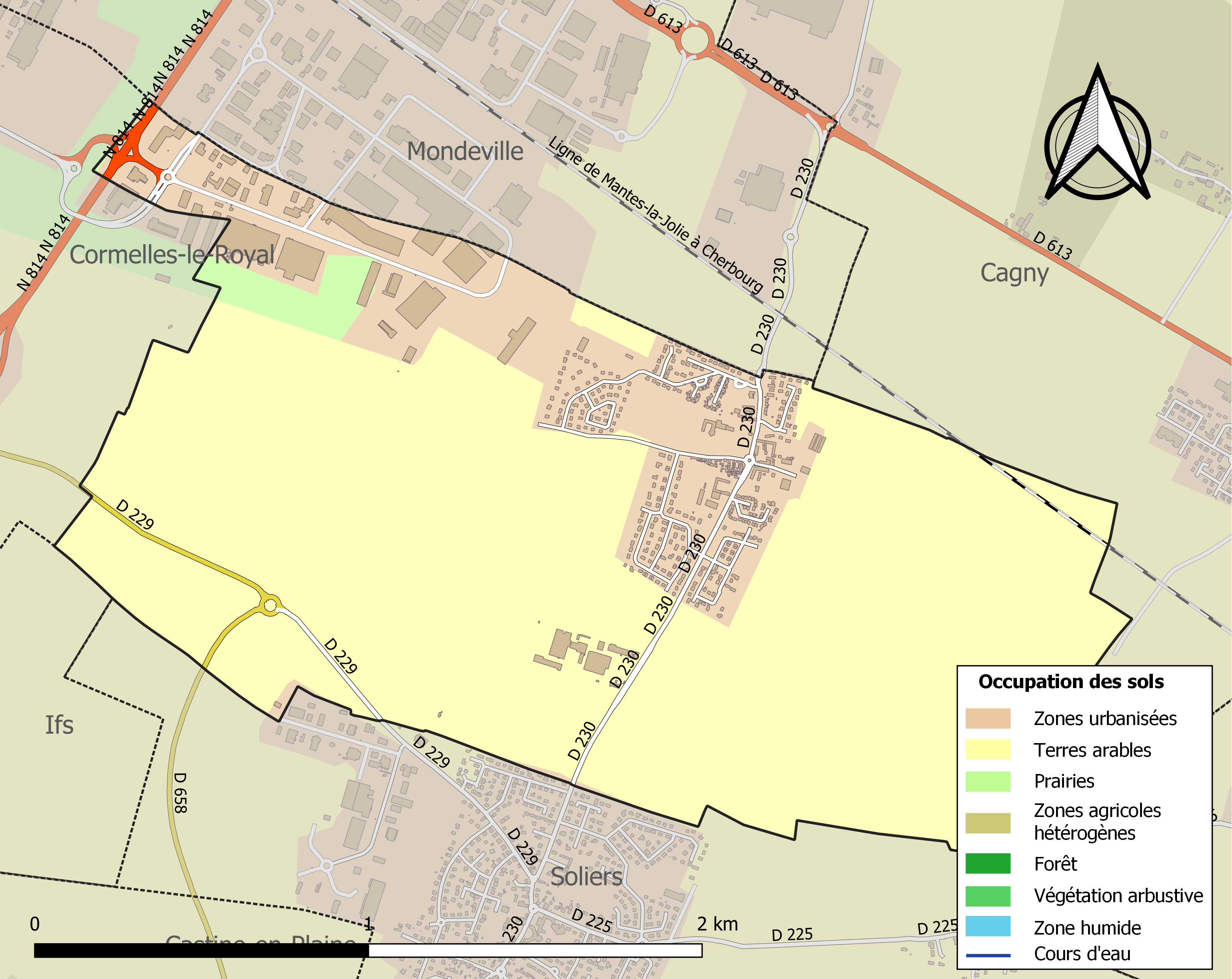
Carte des infrastructures et de l'occupation des sols de la commune en 2018 (CLC).

## Toponymie
Le nom de la localité est attesté sous la forme Grentivilla en 1082.

## Histoire
Pendant la bataille de Normandie, la commune, située sur la ligne ferroviaire Paris - Caen, subit un important bombardement aérien de la 8e Air Force américaine, le 18 juillet 1944, en prélude à l'opération Goodwood visant à s'emparer de Caen. Le 3e Régiment royal de Chars de la 11e division blindée britannique se présente devant le village, vers 11 h ce jour-là, mais subit le tir des canons du major Becker. Les Anglais décident alors de contourner le village et d'avancer vers Hubert-Folie. Grentheville sera prise en fin d'après-midi par la 7e division blindée britannique.

## Politique et administration
| Période                                  | Période   | Identité           | Étiquette | Qualité                |
| ---------------------------------------- | --------- | ------------------ | --------- | ---------------------- |
| 1989                                     | mars 2008 | Jean-Pierre Louvel |           |                        |
| mars 2008                                | mai 2020  | Gilbert Bouhier    | SE        | Cadre (retraité)       |
| mai 2020                                 | En cours  | Emmanuel Bellée    | SE        | Infirmier coordinateur |
| Les données manquantes sont à compléter. |           |                    |           |                        |

## Démographie
L'évolution du nombre d'habitants est connue à travers les recensements de la population effectués dans la commune depuis 1793. Pour les communes de moins de 10 000 habitants, une enquête de recensement portant sur toute la population est réalisée tous les cinq ans, les populations de référence des années intermédiaires étant quant à elles estimées par interpolation ou extrapolation. Pour la commune, le premier recensement exhaustif entrant dans le cadre du nouveau dispositif a été réalisé en 2007.
En 2022, la commune comptait 1 005 habitants, en évolution de +13,18 % par rapport à 2016 (Calvados : +1,58 %, France hors Mayotte : +2,11 %).
| 1793 | 1800 | 1806 | 1821 | 1831 | 1836 | 1841 | 1846 | 1851 |
| ---- | ---- | ---- | ---- | ---- | ---- | ---- | ---- | ---- |
| 149  | 153  | 161  | 124  | 124  | 130  | 149  | 150  | 165  |

| 1856 | 1861 | 1866 | 1872 | 1876 | 1881 | 1886 | 1891 | 1896 |
| ---- | ---- | ---- | ---- | ---- | ---- | ---- | ---- | ---- |
| 164  | 146  | 137  | 124  | 127  | 121  | 96   | 100  | 120  |

| 1901 | 1906 | 1911 | 1921 | 1926 | 1931 | 1936 | 1946 | 1954 |
| ---- | ---- | ---- | ---- | ---- | ---- | ---- | ---- | ---- |
| 111  | 126  | 119  | 117  | 117  | 110  | 119  | 117  | 137  |

| 1962 | 1968 | 1975 | 1982 | 1990 | 1999 | 2006 | 2007 | 2012 |
| ---- | ---- | ---- | ---- | ---- | ---- | ---- | ---- | ---- |
| 194  | 224  | 188  | 311  | 597  | 753  | 930  | 955  | 884  |

| 2017 | 2022  | - | - | - | - | - | - | - |
| ---- | ----- | - | - | - | - | - | - | - |
| 901  | 1 005 | - | - | - | - | - | - | - |

## Lieux et monuments
- Église Saint-Rémy (origine XIIe siècle, rebâtie au XVIIe siècle et réparée au XXe siècle). Peu d'éléments subsistent de l'époque médiévale. Le clocher hexagonal détruit en 1944 est reconstruit après la guerre. Retable du XVIIe siècle. Dans le chœur, sept toiles peintes par J. Lemarchand représentent des scènes de la bible.
- Chapelle de la Maison de Retraite de Grentheville.
- Chapelle Notre-Dame-de-l'Annonciation du monastère de l'Annonciade de Grentheville.
- Monastère de l'Annonciade construit en 2015 qui est, en réalité, un transfert de celui de Brucourt (lui, fondé en 1975). Sa chapelle Notre-Dame-de-l'Annonciation est dédicacée le 7 février 2016.

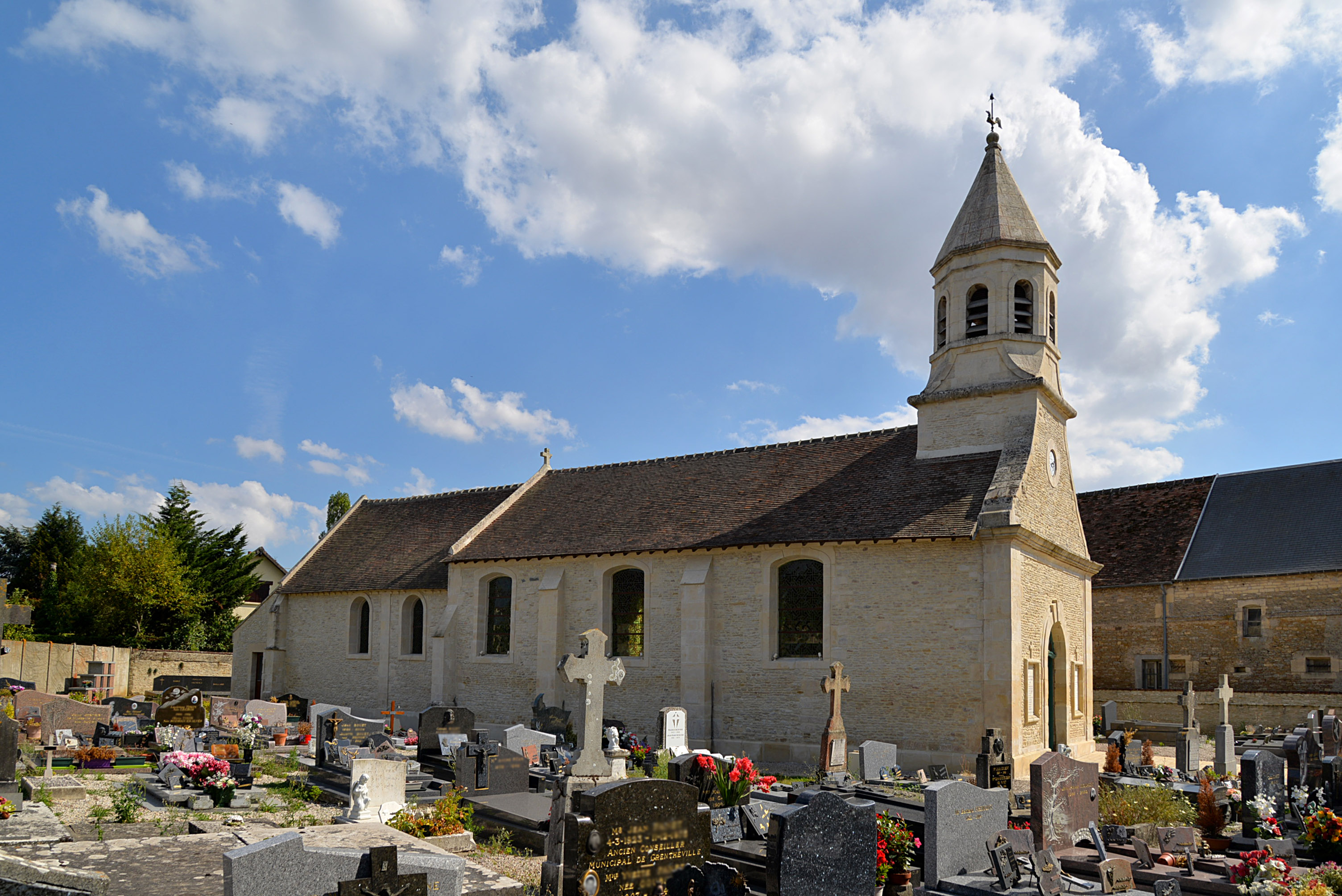
L'église Saint-Rémy.
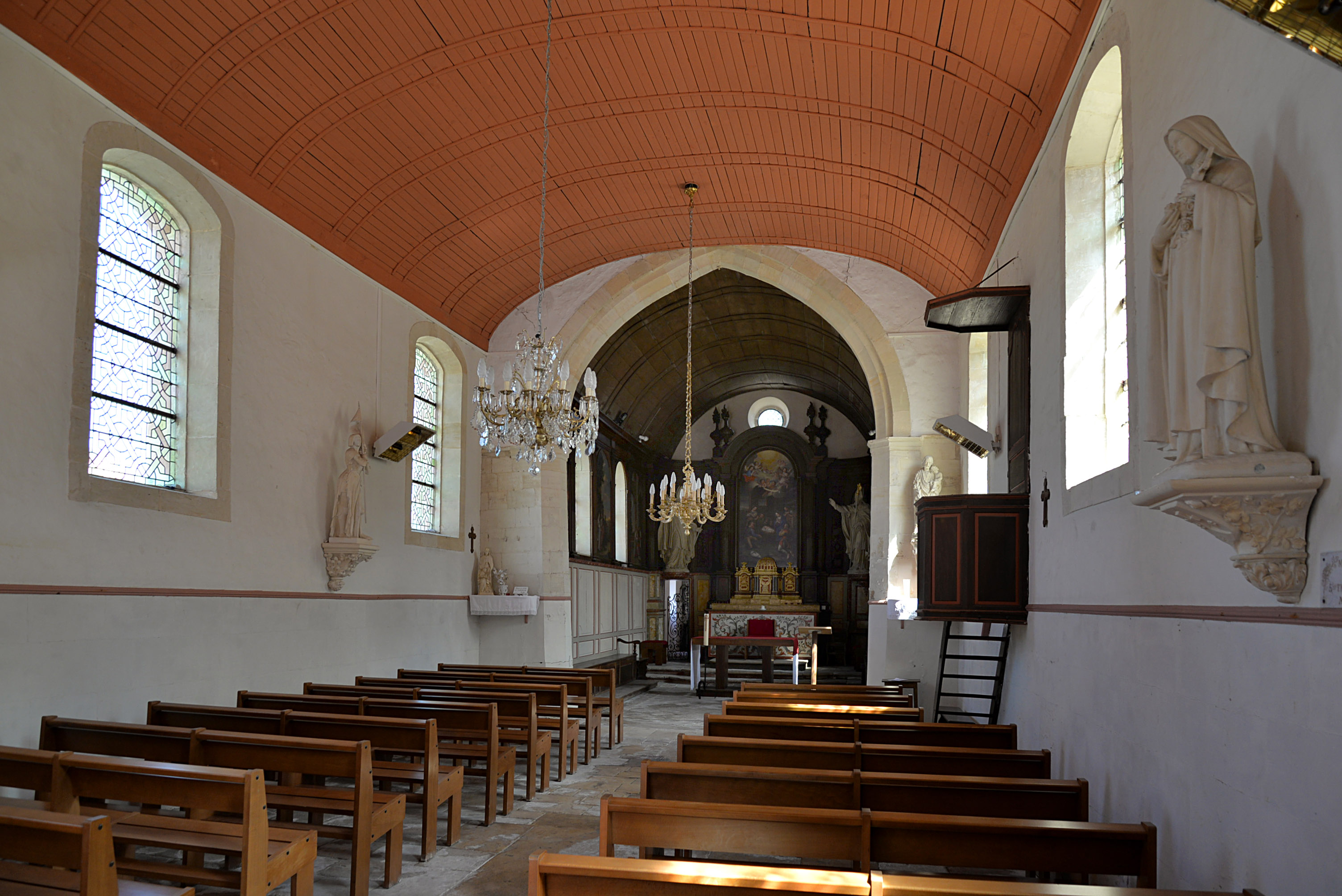
La nef de l'église Saint-Rémy.
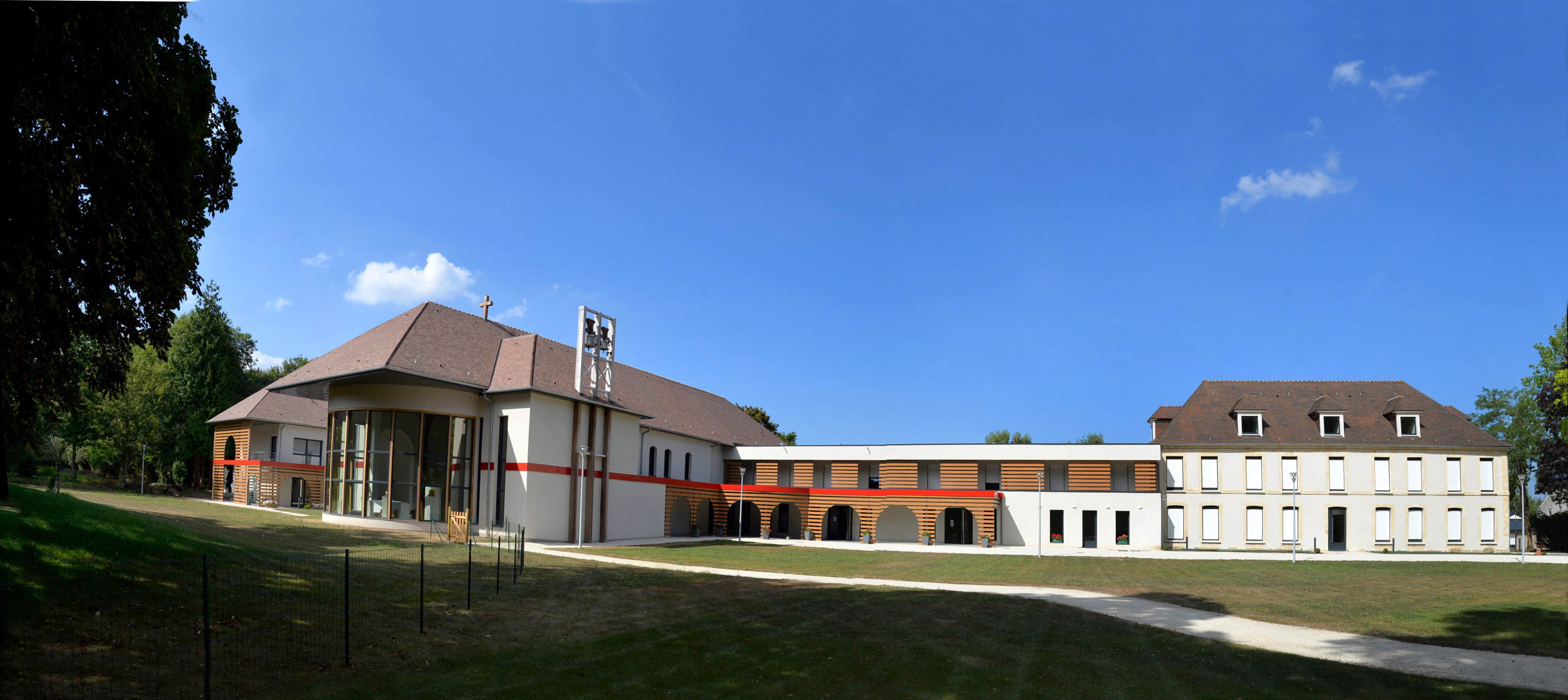
Le monastère de l'Annonciade.
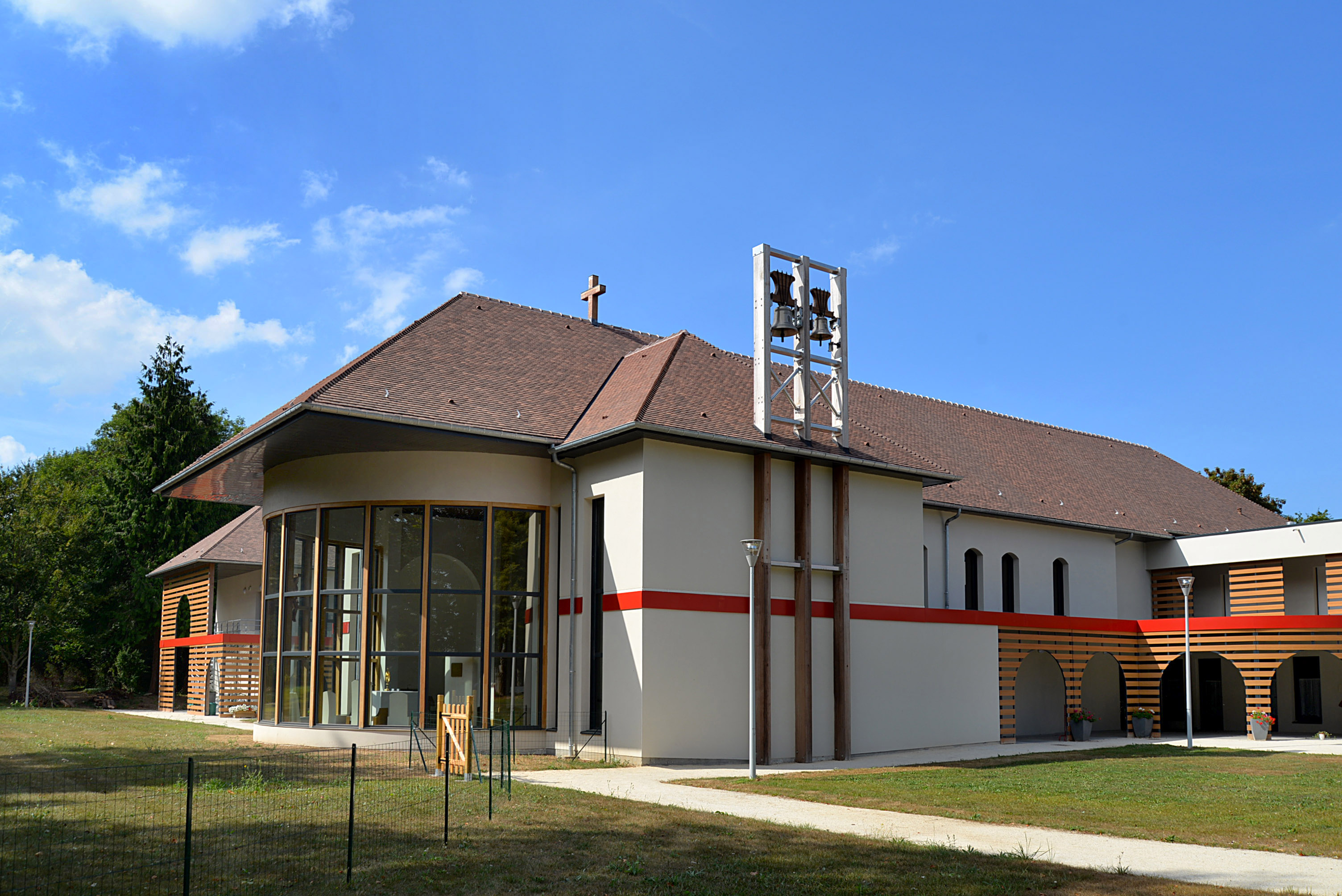
La chapelle Notre-Dame de l'Annonciation.